# PPP3R1
PPP3R1 (англ. Protein phosphatase 3 regulatory subunit B, alpha) – білок, який кодується однойменним геном, розташованим у людей на короткому плечі 2-ї хромосоми.  Довжина поліпептидного ланцюга білка становить 170 амінокислот, а молекулярна маса — 19 300.
| 10         |  | 20         |  | 30         |  | 40         |  | 50         |
| ---------- |  | ---------- |  | ---------- |  | ---------- |  | ---------- |
| MGNEASYPLE |  | MCSHFDADEI |  | KRLGKRFKKL |  | DLDNSGSLSV |  | EEFMSLPELQ |
| QNPLVQRVID |  | IFDTDGNGEV |  | DFKEFIEGVS |  | QFSVKGDKEQ |  | KLRFAFRIYD |
| MDKDGYISNG |  | ELFQVLKMMV |  | GNNLKDTQLQ |  | QIVDKTIINA |  | DKDGDGRISF |
| EEFCAVVGGL |  | DIHKKMVVDV |  |            |  |            |  |            |

A: Аланін

C: Цистеїн

D: Аспарагінова кислота

E: Глутамінова кислота

F: Фенілаланін

G: Гліцин

H: Гістидин

I: Ізолейцин

K: Лізин

L: Лейцин

M: Метіонін

N: Аспарагін

P: Пролін

Q: Глутамін

R: Аргінін

S: Серин

T: Треонін

V: Валін

Кодований геном білок за функцією належить до фосфопротеїнів. 
Білок має сайт для зв'язування з іонами металів, іоном кальцію. 
Локалізований у клітинній мембрані, цитоплазмі, мембрані.